# Atupa
Atupa és un grup musical de Montcada (l'Horta Nord). El seu estil es basa en el rap, amb connexions amb el dubstep, el drum and bass, el funk, l'ska i fins i tot la cançó d'autor.
Atupa nasqué l'any 2011 amb joves músics de l'Horta Nord que ja es coneixien d'haver format part d'altres formacions. De bon principi apostaren pel rap perquè és el que els agradava i una manera molt fàcil de fer música i d'expressar-se.
El seu primer treball, QuatribaRap, va ser triat per votació popular segon disc en valencià de l'any 2012. El tema homònim va protagonitzar el seu primer videoclip i va aparèixer al recopilatori Rap en català del mateix any. En el seu segon treball, Expansion Pack, intensificaren la seva faceta més electrònica tot i que sense deixar el seu rap original.
El 2016 presenten l'àlbum Quasi res porta el diari, un treball més madur on l'eclecticisme continuà essent un dels trets més característics del disc, en el qual es barregen sonoritats que venen del rap clàssic fins a l'electrònica, el rock, el trap, el pop o el dancehall. Amb tot, obtingueren el premi Ovidi al millor disc de hip hop i electrònica.

## Discografia
- QuatribaRap (Mésdemil, 2012)
- Expansion Pack (Mésdemil, 2014)
- Quasi res porta el diari (Autoeditat, 2016)
- Foríssima (Halley Supernova, 2019)[9]